# Gronaulax muesebecki
Gronaulax muesebecki är en stekelart som beskrevs av Baltazar 1963. Gronaulax muesebecki ingår i släktet Gronaulax och familjen bracksteklar. Inga underarter finns listade i Catalogue of Life.